# Übelroda
Übelroda is een nederzetting in de Duitse gemeente Barchfeld-Immelborn in het Wartburgkreis in Thüringen. De plaats wordt voor het eerst genoemd in  1355 als bezit van het Klooster Fulda. Het dorp maakte deel uit van de gemeente Immelborn die in 2012 fuseerde met Barchfeld.